# Shahrestān di Behshahr
Lo shahrestān di Behshahr (farsi شهرستان بهشهر) è uno dei 20 shahrestān della provincia del Mazandaran, il capoluogo è Behshahr. Lo shahrestān è suddiviso in 2 circoscrizioni (bakhsh): 
- Centrale (بخش مرکزی), con le città di Behshahr (بهشهر), Rostamkola (رستمکلا) e Khalilshahr (خلیل‌شهر).
- Yanehsar (بخش یانه‌سر)